# Любов під в'язами (п'єса)

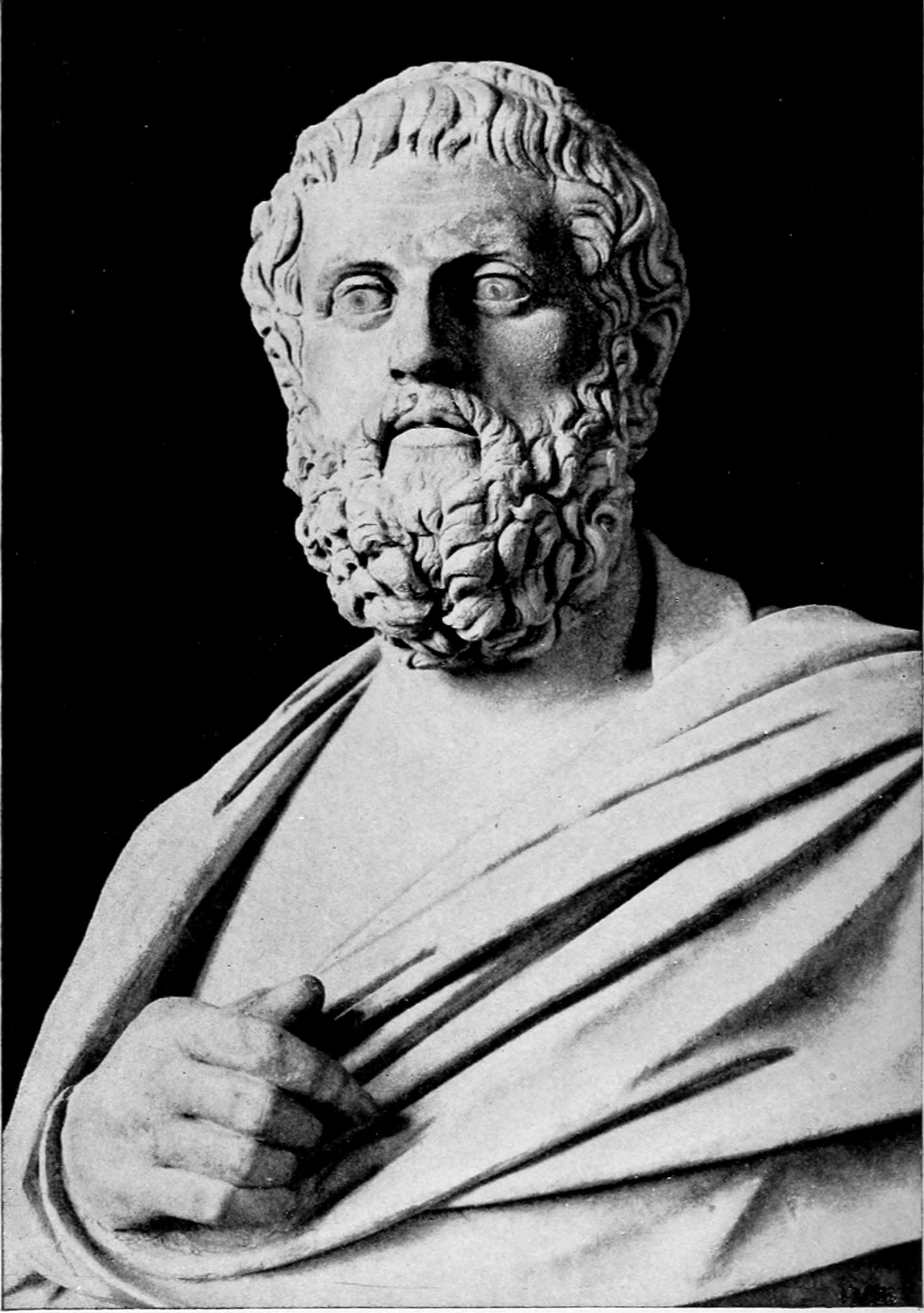
Шедеври грецької літератури. Погруддя Софокла

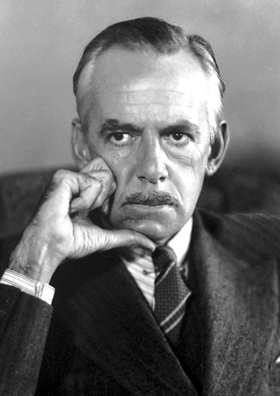
Юджин Гладстоун О'Нілл, 1936 рік

Під в'язами (Desire Under the Elms) — п'єса, яку вперше опублікував драматург, Нобелівський лауреат Юджин Гладстоун О'Нілл у 1924 році. Твір сьогодні вважається американською класикою.
П'єса є адаптацією класичної грецької трагедії Софокла Цар Едіп, яка вперше поставлена в 428 році до нашої ери. О'Нілл  переніс дію трагедії в сільську місцевість Нової Англії XIX століття.   
У 1958 році Дельбертом Манном на основі вистави був знятий фільм під назвою Любов під в'язами. У фільмі знялися Софі Лорен, Ентоні Перкінс і Берл Айвз. 
До того, як п’єса О'Нілла була екранізована, у 1957 році її вперше поставили в Туреччині в театрі Дормена. У виставі, де Ілмаз Груда грав батька, Ерола Кескіна - Ебен, Елдіз Альпар - Ебі, Фікрет Хакан та Некдет Ейберк зіграли напівбратів, а Ізет Гюнай, який щойно розпочав акторську кар'єру, взяв роль Шерифа. Ця п’єса була першою, яку поставили в театрі Дормена. За словами постановника, Халдуна Дормена, "Це було буквально фіаско" і її майже відразу зняли з показу. 

## Тема
Нова Англія, 1840-й рік. Ефраїм Кебот — вельми енергійна людина в літах. Він дуже любить свою ферму, і ті результати, які він отримує, тяжко працюючи на ній. Такі ж жадібні як і їх батько - три рідні сини Ефраїма Кебота, народжені від двох різних дружин, яких Кебот змушував працювати настільки важкою працею, що рано довів їх до могили. Найбільш зажурений Ебен, матері якого належала більша частина ферми, і якого не покидає думка про те, що саме він повинен бути єдиним законним і повноправним спадкоємцем. 
Але одного разу старий приводить в будинок свою нову дружину, Анну, з якою вони щойно побралися в місті, - і Ебен розуміє, що у нього з'являється новий жорстокий суперник, оскільки мачуха не приховує свого бажання успадкувати ферму. Ебен, знаючи бажання братів звільнитися від батькової тиранії і поїхати до Каліфорнії, виплачує братам суму на дорогу замість їх частки в фермі, ті приймають це і підкоряються необхідності просто виїхати з рідної домівки. Анна спочатку намагається спровокувати Ебена щоб він також виїхав з ферми, але далі молода чарівна господиня вирішує бути ще відвертіше в своїх бажаннях, і вважає за краще закохати в себе Ебена. Через два місяці Ебен дійсно по вуха закохується в Анну, його тягне до неї, але він бореться зі своїм почуттям, що виражається в тому, що він раз у раз грубить мачусі, ображає її. Та, однак, не ображається, здогадуючись, яка битва розгортається в серці молодого чоловіка. «Ти противишся природі», - говорить вона йому, - але та бере своє, «змушує тебе, як ці дерева, як ці в'язи, прагнути до кого-небудь».
Любов в душі Ебена переплетена з ненавистю до незваної гості, що претендує на будинок і ферму, які він вважає своїми.
Тим часом старий чоловік самовпевнено мріє, що нова дружина скоро народить йому спадкоємця, але він не підозрює, що майбутній син - не його, а від молодого коханця дружини. В невіданні Кебот навіть помолодшав і пом'якшав душею. Він готовий виконати будь-яке прохання Анни - навіть прогнати з ферми сина, якщо вона того забажає. Але Анна найменше цього хоче: з нею за цей час сталося те, чого вона і сама від себе не очікувала. Якщо раніше їй найбільше в житті потрібно було стан і положення в суспільстві, і на зв'язок зі старим він пішла тільки заради цього, то тепер Анна відчуває, що переоцінила своє розуміння себе: в ній прокинулося те, що вона в собі не відала; вона по-справжньому тепер любить Ебена, всім серцем прагне до нього, мріє про нього. І все, що їй потрібно від Кебота в новій ситуації, - це гарантія того, що після смерті чоловіка ферма перейде до неї, - але вже з тим, щоб бути з коханим. Ферма? - о так, вона відійде до неї: якщо у них народиться син, то так і буде, - обіцяє їй Кебот і пропонує помолитися про народження спадкоємця.
Але почуття власності в Ебені перемагає любов.  